# Cirrhoscyllium japonicum
Cirrhoscyllium japonicum is een vissensoort uit de familie van de tapijthaaien (Parascylliidae). De wetenschappelijke naam van de soort is voor het eerst geldig gepubliceerd in 1943 door Kamohara.